# ALIA
ALIA(아시아예술교육기관연맹)은 아시아 예술교육기관들의 협의체로 2012년 10월에 창설되었다. 초대회장은 한국예술종합학교 제6대 총장 박종원이다.

## 설립목적
아시아 국가 간 국제 교류협력 확대에 따라 예술교류의 확대 필요성은 증대되고 있으나 아시아 예술대학간 교류협력기구는 전무한 실정이므로 아시아예술기관 사이의 협의체 구축의 필요성에 대하여 공감대가 형성되었다.
아시아예술교육기관연맹(ALIA/Asian League of Institutes of the Arts)은 아시아예술교육기관들의 협의체로서 아시아 예술과 예술교육의 정치, 사회, 문화적 영향력을 제고하고, 교육기관 사이의 교류협력을 통해 예술교육의 발전과 보급을 목적으로 한다.
한국예술종합학교가 2012년 개교 20주년을 계기로 유럽 및 아시아 예술대학 및 예술기관 주요 인사들이 참석하는 국제심포지엄을 유럽예술기관연맹(ELIA/European League of Institutes of the Arts)과 공동 개최하는 때에 아시아 예술교육 기관이 연맹을 결성하도록 추진하였다.
ALIA(아시아예술교육기관연맹)을 결성, 아시아 국가 간 예술교육 교류협력 네트워크를 구축하여 ELIA(유럽예술교육기관연맹)과의 교류협력을 활성화하고, 나아가 ELIA와 ALIA를 포괄하는 전 세계 예술교육 협력기구 구축 모색한다.

## 위치
서울시 성북구 화랑로32길(석관동) 146-37 한국예술종합학교 내